# 小豆色

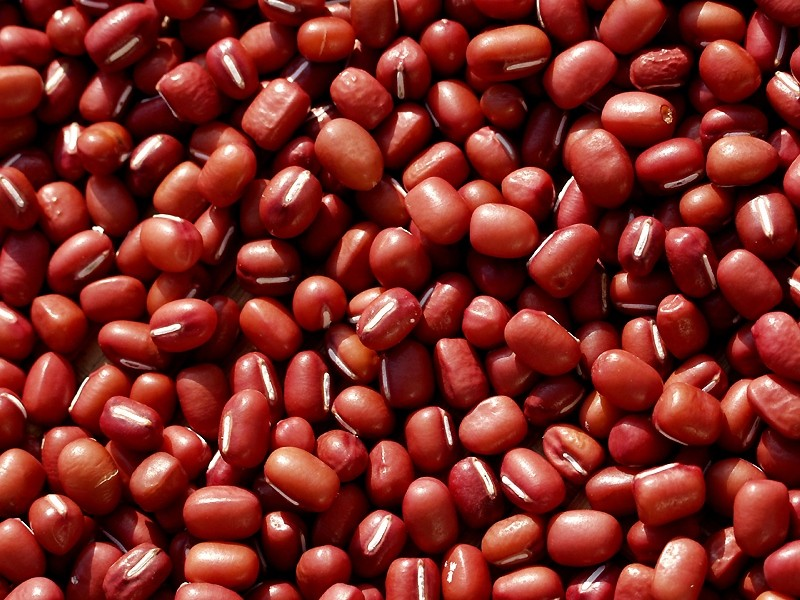
アズキの実

小豆色（あずきいろ）とは小豆の実の色、つまり紫味を帯びた赤褐色のことである。暗赤色であるとも表現される。マルーン（栗色）に近い色合いであるが、やや紫がかる。英名はアンティック・ローズで、ラセットブラウンとも言う。

## 関西の嗜好色
一般に、大阪や京都に代表される近畿地方（関西）では色の嗜好が赤色系に、東京に代表される関東地方では青色系や無彩色に寄ると言われる。
その理由は、関西の文化はおもに商人が担い、関東では武士の好みが反映された結果だという説、緯度が高くなるにつれて緑系統の色、低くなるにつれて赤系統の色が好まれるという光線の波長の変化に基づく説などがあるが、正確なところは不明である。実際には衣服の色別売上などを見ても、両者の嗜好に大きな違いが見られない。しかし京都に政権の中心があった時代には赤や紫の色の名が数多く登場し、江戸文化が隆盛期を迎えてからは灰色系や青緑系の色の種類が増えているのは事実である。
旧形客車や旧形国電など、かつては日本の大半の鉄道車両が小豆色に近い色（ぶどう色2号）で塗装されていた。現在でも関西では、大手私鉄である阪急電鉄や近鉄普通車などで伝統的に小豆色の車体が守られており、これは「品がよく高級感がある」と認知されている。しかし関東では「野暮ったく古くさい」と捉えられる傾向にあり、高度経済成長期に急速に姿を消していった。それでもお召し列車など、一部では小豆色の塗装が守られている。ただし近年ではオールステンレス車両が普及したことにより、全国的に鉄道車両の塗装そのものが簡略化傾向にあるため、単純に嗜好の問題ではなくなってきている。

## 羊羹色
羊羹色（ようかんいろ）とは、羊羹の色に似た渋い茶褐色のことである。
ただし本来は羊羹そのものの色を指したのではなく、黒い色であるべきものが雨風に晒されて日に焼け、羊羹のような色に変わり果てたという例えで用いられたものとされる。羊羹色と同一とする説のある百塩茶（後述）との色合いの違いは、色落ちして結果的に羊羹の色のように見えた色と染色して意図的に羊羹の色のようにした色との違いだとする見解もある。
例えば、僧侶の着る墨染めの僧衣や浪人の黒紋付が日焼けするなどして赤っぽく変色した色合いを羊羹色と喩える。特に旅を長く続けている流浪の僧侶か、貧しい浪人などの衣服を連想させる色合いである。
もっとも、今日知られるような小豆と寒天で作る練羊羹の原型が生まれたのは桃山時代（天正17年に鶴屋が作ったと伝わる）とされているため、戦国時代以前には「羊羹色」の概念はなかったと考えられる。実際に文学作品を見ても、18世紀の宝暦・明和期に初めて「羊羹色」という表現が登場する。
羊羹色の黒紋付をぞろりと着流し、眉を細く作りなして呂色鞘の大小を落とし差しという格好は、血筋は良いが落ちぶれている若い洒落者な浪人のいでたちで、歌舞伎の冷酷な二枚目悪役「色悪」を連想させる着こなし。江戸時代中期の終わりごろに若い浪人たちの間で流行した。

## 百塩茶
百塩茶（ももしおちゃ）とは、何回も染重ねた濃い赤紫褐色のことである。百入茶とも表記する。チョコレート色に近い色とされている。
「百」は回数の多いこと、「入（しお）」もしくは「塩」は浸染を意味しており、染液に浸すことに由来する色名である。文化8年（1811年）に編纂された『染物重宝記』には茶色の仲間として「こげちゃ」「くりかは茶」と共に「ももしほ茶」が挙げられ、また茶に紛らわしき名として「ようかん色というのは、ももしほ茶の事也」と記されている。
羊羹色と同じとする説もあるが、前述のように百塩茶は深い褐色にわざわざ染めることにより、市場できちんとした値打ちのある染色品につけられた色名である。そのため、百塩茶と羊羹色は近似色ではあるが、正反対の意味合いを成す。

## 近似色
- 赤
- 茶色
- 赤紫
- 朽葉
- マルーン